# 名畑俊孝
名畑俊孝（日语：なばたとしたか，1977年3月30日—），日本插畫家，1977年在日本石川縣出生，代表作品為《醜比頭》。25歲時便榮獲日本GEISAI大獎肯定，登上亞洲年輕藝術家的國際舞台，30歲時出版了首本《醜比頭圖鑑》繪本著作，接著又出版《大家的醜比頭》等書共四本，累計銷售270萬冊。

## 外部連結
- https://web.archive.org/web/20170430021422/http://kobitos.com/tw/books/